# Elizabeth Wilbraham
Pour les articles homonymes, voir Wilbraham.
Elizabeth Wilbraham, née le 14 février 1632 et morte le 27 juillet 1705 à Weston-under-Lizard, dans le Staffordshire, est une architecte anglaise.
Son intérêt pour l'architecture débute dans sa jeunesse. Son voyage de noces, un tour d'Europe, lui permet d'étudier des bâtiments importants et de découvrir les travaux d'Andrea Palladio. Elle aurait joué un rôle important dans la reconstruction de Londres après le grand incendie de 1666, aux côtés de Christopher Wren.
Son rôle d'architecte est débattu au sein des chercheurs. Peu ou pas mentionnée dans les livres sur l'architecture anglaise du XVIIe siècle, elle a été mise en lumière par l'historien John Millar, qui lui attribue près de quatre cents bâtiments.

## Biographie
Elizabeth Mytton naît en 1632. Elle épouse Sir Thomas Wilbraham en 1651, à l’âge de 19 ans. Issue d’une famille richissime, elle embarque pour un tour d’Europe avec son nouvel époux, durant lequel ils visitent les Pays-Bas, l’Allemagne et l’Italie. Lady Wilbraham, qui s'intéresse déjà à l'architecture, rencontre l’architecte Pieter Prost et a un aperçu des travaux d'Andrea Palladio. Le voyage est l’occasion pour elle d’étudier des bâtiments, notamment la Stadtresidenz (de) à Landshut. En 1663, elle achète une édition des Quattro Libri de Palladio. Ce livre, très annoté par Wilbraham, est toujours conservé.
Le principal historien à s’être intéressé à Wilbraham est John Millar, mais ses conclusions ne font pas l’unanimité parmi les chercheurs. S’appuyant sur des ressemblances stylistiques et sur la chronologie, il suggère que Wilbraham aurait enseigné l’architecture au jeune Christopher Wren,, principal architecte anglais au XVIIe siècle. Elle l’aurait aussi aidé à dessiner les plans de dix-huit églises, sur les cinquante-deux reconstruites après le grand incendie de 1666. Près de quatre cents bâtiments dont l’architecte est non-identifié pourraient être dus à Wilbraham.
Wilbraham n’est citée dans aucun des principaux livres sur Christopher Wren′. Les travaux de Nikolaus Pevsner sur l’architecture anglaise ont fait l’objet d’une étude par l’historienne Cynthia Hammond, qui note que les mentions qu’il fait de Wilbraham « effacent subtilement le rôle de Wilbraham en tant qu’auteure », en utilisant des tournures de phrases ambiguës : « Lady Wilbraham est créditée pour la conception » de Weston Park, ou une église est « de l’initiative de Lady Wilbraham ». Wilbraham est la seule personne pour qui Pevsner utilise des expressions ambiguës, les hommes étant toujours clairement cités comme les auteurs de leurs bâtiments.

## Bâtiments attribués à Wilbraham
Selon John Millar, le style de Wilbraham montre de fortes influences de l’architecture italienne et néerlandaise, avec un usage fréquent de pilastres corinthiens sur la façade. Ne pouvant pas prétendre à diriger les travaux en tant que femme, elle confie la maîtrise d’œuvre à des hommes, qui ont souvent été considérés comme les architectes des bâtiments dessinés par Wilbraham.
- Queen’s Gallery, Somerset House, 1662[1].
- Église Sainte-Bride, Londres, v. 1670[1].
- Weston Park, Staffordshire, 1671. Attribué à Wilbraham[1],[5],[8],[9] ou William Taylor[2].
- Windsor Guildhall (en), v. 1690[1].
- Wotton House, 1704-1714[1].
- Woodhey Chapel (en), v. 1700[1].
- Codrington Library[1].
- Badminton House[1].
- Clare College[1].